# Olympische Winterspiele 1972/Biathlon
Bei den XI. Olympischen Winterspielen 1972 in Sapporo fanden zwei Wettbewerbe im Biathlon statt. Austragungsort war das Makomanai-Biathlongelände im heutigen Stadtbezirk Minami-ku. Noch immer hatte die Sportart mit ihrer geringen Popularität zu kämpfen. In der Bertelsmann-Ausgabe des Werks zu den Olympischen Spielen 1972 liest sich das so: „Er blieb bis heute einer der unpopulärsten Wettbewerbe.“

## Bilanz

### Medaillenspiegel
| Platz | Land        | Gold | Silber | Bronze | Gesamt |
| ----- | ----------- | ---- | ------ | ------ | ------ |
| 1     | Norwegen    | 1    | –      | –      | 1      |
| 1     | Sowjetunion | 1    | –      | –      | 1      |
| 3     | DDR         | –    | 1      | 1      | 2      |
| 4     | Finnland    | –    | 1      | –      | 1      |
| 5     | Schweden    | –    | –      | 1      | 1      |

### Medaillengewinner
| Konkurrenz         | Gold                                                                                   | Silber                                                                            | Bronze                                                                            |
| ------------------ | -------------------------------------------------------------------------------------- | --------------------------------------------------------------------------------- | --------------------------------------------------------------------------------- |
| Einzel 20 km       | Magnar Solberg                                                                         | Hansjörg Knauthe                                                                  | Lars-Göran Arwidson                                                               |
| Staffel 4 × 7,5 km | Sowjetunion 0000Alexander Tichonow 0000Rinnat Safin 0000Iwan Bjakow 0000Wiktor Mamatow | Finnland 0000Esko Saira 0000Juhani Suutarinen 0000Heikki Ikola 0000Mauri Röppänen | DDR 0000Hansjörg Knauthe 0000Joachim Meischner 0000Dieter Speer 0000Horst Koschka |

## Ergebnisse

### Einzel 20 km
| Platz | Land | Sportler            | Zeit (h)  | Fehler       |
| ----- | ---- | ------------------- | --------- | ------------ |
| 1     | NOR  | Magnar Solberg      | 1:15:55,5 | 02 (0+1+1+0) |
| 2     | GDR  | Hansjörg Knauthe    | 1:16:07,6 | 01 (1+0+0+0) |
| 3     | SWE  | Lars-Göran Arwidson | 1:16:27,0 | 02 (0+0+2+0) |
| 4     | URS  | Alexander Tichonow  | 1:16:48,6 | 04 (3+1+0+0) |
| 5     | FIN  | Yrjö Salpakari      | 1:16:51,4 | 02 (0+1+1+0) |
| 6     | FIN  | Esko Saira          | 1:17:34,8 | 05 ()2+1+1+1 |
| 7     | URS  | Wiktor Mamatow      | 1:18:16,3 | 02 (1+1+0+0) |
| 8     | NOR  | Tor Svendsberget    | 1:18:26,5 | 03 (0+1+1+1) |
| 9     | POL  | Aleksander Klima    | 1:19:00,9 | 02 (1+0+0+1) |
| 10    | FRA  | Daniel Claudon      | 1:19:14,7 | 01 (0+1+0+0) |
|       |      |                     |           |              |
| 13    | GDR  | Dieter Speer        | 1:20:43,6 | 07 (1+1+1+4) |
|       |      |                     |           |              |
| 15    | GDR  | Günter Bartnik      | 1:21:01,7 | 05 (1+1+1+2) |
|       |      |                     |           |              |
| 20    | GDR  | Horst Koschka       | 1:22:24,6 | 05 (0+3+0+2) |
|       |      |                     |           |              |
| 46    | FRG  | Josef Niedermeier   | 1:29:26,4 | 08 (2+0+3+3) |
|       |      |                     |           |              |
| 50    | FRG  | Theo Merkel         | 1:30:58,2 | 11 (2+3+2+4) |

Der 20-Kilometer-Lauf wurde wie geplant am 8. Februar 1972 um 9:00 Uhr gestartet, musste jedoch nach einer Viertelstunde abgebrochen werden, weil die Sicht wegen starken Schneefalls nicht mehr als 50 Meter betrug. Daraufhin musste er um 24 Stunden verschoben werden, so dass der Wettkampf am 9. Februar 1972 um 09:01 Uhr erneut begonnen wurde. Dabei nahmen 54 Sportler aus 14 Ländern teil, von denen 53 das Ziel erreichten.
Es mussten insgesamt vier Schießprüfungen absolviert werden, je zwei stehend und liegend. Pro Stand mussten mit einem Biathlongewehr fünf Schuss auf die 150 Meter entfernten Scheiben abgegeben werden. Jeder Außentreffer wurde mit einer Minute Aufschlag, jeder Treffer außerhalb des Bewertungskreises mit zwei Minuten bestraft.

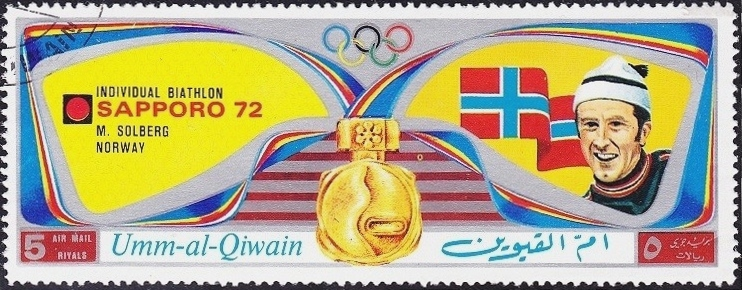
Briefmarke zu Magnar Solberg bei den
Olympischen Spielen 1972

### Staffel 4 × 7,5 km
| Platz | Land Sportler                                                                              | Zeit                                                             | Strafrunden + Nachlader                            |
| ----- | ------------------------------------------------------------------------------------------ | ---------------------------------------------------------------- | -------------------------------------------------- |
| 1     | Sowjetunion 0000Alexander Tichonow 0000Rinnat Safin 0000Iwan Bjakow 0000Wiktor Mamatow     | 1:51:44,92 h 28:54,48 min 26:48,52 min 28:15,90 min 27:46,02 min | 1+5 / 2+9 0+0 / 1+3 1+3 / 1+3 0+1 / 0+3 0+1 / 0+0  |
| 2     | Finnland 0000Esko Saira 0000Juhani Suutarinen 0000Heikki Ikola 0000Mauri Röppänen          | 1:54:37,25 h 28:52,04 min 29:37,33 min 28:45,79 min 27:22,09 min | 1+6 / 2+3 0+1 / 0+0 0+1 / 2+3 1+3 / 0+0 0+1 / 0+0  |
| 3     | DDR 0000Hansjörg Knauthe 0000Joachim Meischner 0000Dieter Speer 0000Horst Koschka          | 1:54:57,67 h 28:11,72 min 28:35,86 min 28:50,72 min 29:19,37 min | 0+4 / 4+8 0+1 / 0+0 0+1 / 0+2 0+2 / 2+3 0+0 / 2+3  |
| 4     | Norwegen 0000Tor Svendsberget 0000Kåre Hovda 0000Ivar Nordkild 0000Magnar Solberg          | 1:56:24,41 h 28:23,26 min 29:43,80 min 29:41,97 min 28:34,78 min | 0+9 / 7+12 0+3 / 1+3 0+1 / 3+3 0+2 / 2+3 0+3 / 1+3 |
| 5     | Schweden 0000Lars-Göran Arwidson 0000Olle Petrusson 0000Torsten Wadman 0000Holmfrid Olsson | 1:56:57,40 h 28:23,09 min 29:32,78 min 27:52,03 min 31:09,50 min | 4+10 / 2+8 1+3 / 0+3 3+3 / 0+1 0+1 / 0+1 0+3 / 2+3 |
| 6     | USA 0000Peter Karns 0000Terry Morse 0000Dennis Donahue 0000Jay Bowerman                    | 1:57:24,32 h 28:50,37 min 28:43,56 min 29:01,97 min 30:48,42 min | 0+7 / 1+7 0+1 / 0+2 0+3 / 0+1 0+2 / 0+1 0+1 / 1+3  |
| 7     | Polen 0000Józef Różak 0000Józef Stopka 0000Andrzej Rapacz 0000Aleksander Klima             | 1:58:09,92 h 29:36,15 min 29:21,63 min 29:05,75 min 30:06,39 min | 1+7 / 3+11 0+1 / 2+3 0+0 / 1+3 0+3 / 0+3 1+3 / 0+2 |
| 8     | Japan 0000Isao Ono 0000Shozo Sasaki 0000Miki Shibuya 0000Kazuo Sasakubo                    | 1:59:09,48 h 27:35,73 min 33:46,08 min 27:59,80 min 29:47,87 min | 2+9 / 3+9 0+3 / 0+2 2+3 / 3+3 0+1 / 0+1 0+2 / 0+3  |
| 9     | Rumänien 0000Nicolae Veștea 0000Victor Fontana 0000Ion Ţeposu 0000Vilmoș Gheorghe          | 1:59:30,61 h 28:47,96 min 32:19,63 min 28:47,13 min 29:35,89 min | 1+6 / 4+11 0+0 / 0+3 1+3 / 3+3 0+3 / 0+2 0+0 / 1+3 |
| 10    | Italien 0000Willy Bertin 0000Giovanni Astegiano 0000Corrado Varesco 0000Lino Jordan        | 1:59:47,62 h 29:06,56 min 28:43,42 min 30:58,59 min 30:59,05 min | 2+11 / 4+9 2+3 / 0+1 0+3 / 0+2 0+3 / 1+3 0+2 / 3+3 |
| 11    | Großbritannien 0000Malcolm Hirst 0000Keith Oliver 0000Jeffrey Stevens 0000Alan Notley      | 2:01:38,84 h 28:19,40 min 31:58,85 min 30:53,97 min 30:26,62 min | 2+7 / 3+9 0+2 / 0+0 2+3 / 1+3 0+1 / 2+3 0+1 / 0+3  |
| 12    | Tschechoslowakei 0000Ladislav Žižka 0000Pavel Ploc 0000Ján Húska 0000Arnošt Hájek          | 2:03:08,17 h 28:59,51 min 30:38,69 min 31:29,79 min 32:00,18 min | 3+12 / 0+8 0+3 / 0+2 1+3 / 0+2 0+3 / 0+1 2+3 / 0+3 |
| 13    | Frankreich 0000René Arpin 0000Noël Turrell 0000Daniel Claudon 0000Aimé Gruet-Masson        | 2:03:08,90 h 30:04,71 min 29:34,23 min 32:05,94 min 31:24,02 min | 3+10 / 1+9 0+2 / 1+3 0+2 / 0+1 2+3 / 0+2 1+3 / 0+3 |

Der Staffellauf über 4 × 7,5 km begann am 11. Februar 1972 um 9:00 Uhr. Es nahmen 13 Mannschaften mit 52 Sportlern an diesem Wettbewerb teil. Es mussten von jedem Sportler zwei Schießprüfungen absolviert werden, nach 2,5 km liegend und nach 5 km stehend. Die zerbrechlichen Scheiben hatten beim Liegendschießen einen Durchmesser von 15 cm, beim Stehendschießen einen Durchmesser von 35 cm. Pro Stand mussten acht Schuss auf die 150 Meter entfernten Scheiben abgegeben werden. Für jede nicht getroffene Scheibe musste eine 150 Meter lange Strafrunde gelaufen werden.

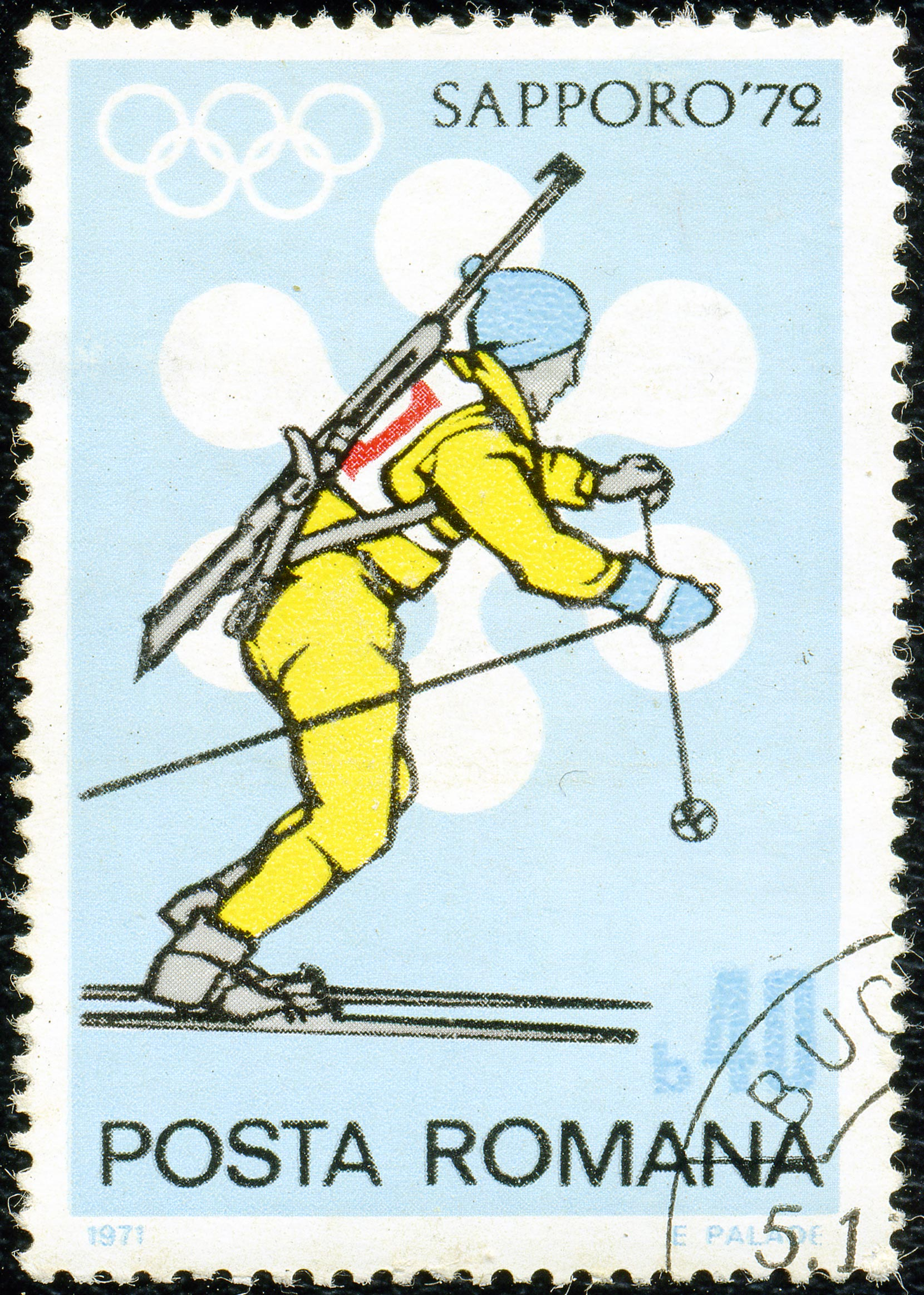
Rumänische Briefmarke zum Biathlon bei den Spielen in Sapporo aus dem Jahr 1971

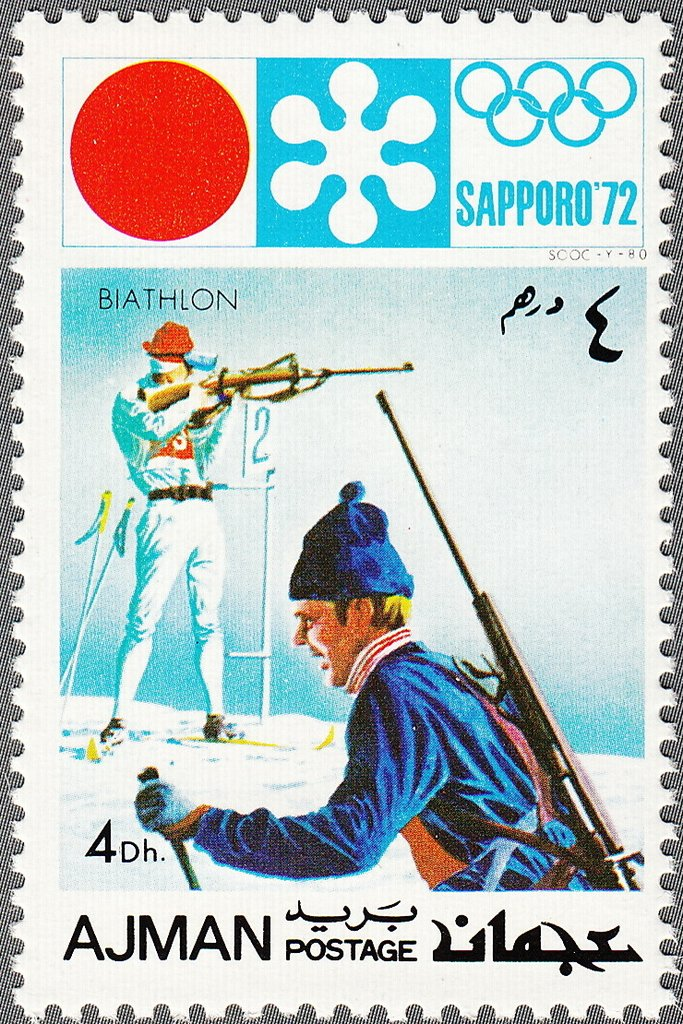
Briefmarke aus Amman zum Biathlon bei diesen Spielen aus dem Jahr 1971